# Densidad de Planck
La densidad de Planck es la unidad de densidad, denotada por ρP, en el sistema de unidades naturales conocido como las unidades de Planck.
{\displaystyle \rho _{P}={\frac {m_{P}}{l_{P}^{3}}}={\frac {c^{5}}{\hbar G^{2}}}\;\approx \;5.1\times 10^{96}\;{\cfrac {kg}{m^{3}}}}
donde
mP es la masa de Planck
lP es la longitud de Planck
c es la velocidad de la luz en el vacío
{\displaystyle \hbar } es la constante reducida de Planck
G es la constante de gravitación universal
Esta unidad es enorme. Equivale aproximadamente a 1023 masas solares comprimidas en el espacio de un solo núcleo atómico. Se piensa que, una unidad de tiempo de Planck después del Big Bang, la densidad del universo era de aproximadamente una unidad de densidad de Planck.
- Datos: Q536785